# Hilbert (Wisconsin)
Hilbert es una villa ubicada en el condado de Calumet en el estado estadounidense de Wisconsin. En el Censo de 2010 tenía una población de 1.132 habitantes y una densidad poblacional de 303,52 personas por km².

## Geografía
Hilbert se encuentra ubicada en las coordenadas 44°8′31″N 88°9′38″O / 44.14194, -88.16056. Según la Oficina del Censo de los Estados Unidos, Hilbert tiene una superficie total de 3.73 km², de la cual 3.73 km² corresponden a tierra firme y (0%) 0 km² es agua.

## Demografía
Según el censo de 2010, había 1.132 personas residiendo en Hilbert. La densidad de población era de 303,52 hab./km². De los 1.132 habitantes, Hilbert estaba compuesto por el 93.82% blancos, el 0% eran afroamericanos, el 1.33% eran amerindios, el 0% eran asiáticos, el 0% eran isleños del Pacífico, el 3.8% eran de otras razas y el 1.06% pertenecían a dos o más razas. Del total de la población el 7.86% eran hispanos o latinos de cualquier raza.